# 鳥取県幼稚園の廃園一覧
鳥取県幼稚園の廃園一覧（とっとりけんようちえんのはいえんいちらん）は、鳥取県内の廃園になった幼稚園の一覧。対象となるのは、学制改革（1947年）以降に廃園となった幼稚園、および分園である。園名は廃園当時のもの。廃園時に幼稚園が所在していた自治体がその後合併により消滅している場合は、現行の自治体に含める。また現在休園中の県内の幼稚園（分園）も、その多くは実質上、廃園と同じ状態にあるため参考として記載する。
（）内は、廃園になった年（休園の場合は、その措置が取られた年）である。

## 鳥取市
- 鳥取県立鳥取西高等学校附属久松幼稚園（2003年）☆園舎は鳥取市立久松保育園に継承された。
- 鳥取第四幼稚園〈旧〉（2012年幼保連携型認定こども園鳥取第四幼稚園〈新〉へ移行）[1]
- ひかり幼稚園（2012年幼保連携型認定こども園ひかり幼稚園となり、2015年ひかりこども園へ移行）[2]
- いなば幼稚園〈旧〉（2014年認定こども園いなば幼稚園〈新〉へ移行）[3]
- 鳥取第二幼稚園〈旧〉（2014年認定こども園鳥取第二幼稚園〈新〉へ移行）[4]
- 鳥取第一幼稚園〈旧〉（2018年幼稚園型認定こども園鳥取第一幼稚園〈新〉へ移行）[5]
- 鳥取第五幼稚園〈旧〉（2018年幼稚園型認定こども園鳥取第五幼稚園〈新〉へ移行）[5]
- 鳥取第三幼稚園〈旧〉（2018年幼稚園型認定こども園鳥取第三幼稚園となり[5]、2023年幼保連携型認定こども園鳥取第三幼稚園〈新〉へ移行[6]）
- 修立幼稚園（2022年こども園かける設置に伴い、2023年閉園）[7]

## 米子市
- 淀江幼稚園（2004年）[8]
- あけぼの幼稚園〈旧〉（2013年認定こども園あけぼの幼稚園〈新〉へ移行）[9]
- 幼保連携型認定こども園かいけ幼稚園（2015年かいけすまいる保育園と統合しかいけ心正こども園へ）[10]

## 倉吉市
- 倉吉幼稚園〈旧〉（2014年認定こども園倉吉幼稚園〈新〉へ移行）[11]
- 聖テレジア幼稚園（2015年聖テレジアこども園へ移行）[12]

## 境港市
- 境港市立こまどり幼稚園（2005年）[13]
- 境港市立余子幼稚園（2008年休園、2013年境港市立余子保育所とともに民営化され[14]あまりこ保育園へ）
- 境港市立ひまわり幼稚園（2010年）
- 美哉幼稚園〈旧〉（2015年幼保連携型認定こども園美哉幼稚園〈新〉へ移行）[15]

## 八頭郡
- 若桜幼稚園（2013年）

## 東伯郡
- 松崎幼稚園（2015年まつざきこども園へ移行）[16]